# روز جهانی دموکراسی

روز جهانی دموکراسی یک رویداد سالانه است که در ۱۵ سپتامبر، برگزار می‌شود. سازمان ملل متحد به منظور پشتیبانی از جنبش‌های ضد استبدادی ۱۵ سپتامبر یا ۲۴ شهریور را روز جهانی دموکراسی نامیده است.

## دموکراسی

شاخص دموکراسی منتشر شده در سال ۲۰۰۸ توسط مجله اکونومیست، کشورهایی با رنگ آبی روشن امتیاز بالای ۹٫۵ تا ۱۰ را دارند و کشورهایی با رنگ تیره با امتیاز زیر ۲ از نظر شاخص جهانی دموکراسی در آنها کمتر است. بر اساس این گزارش، سوئد و کره شمالی با دارا بودن امتیاز ۹٫۸۸ و ۰٫۸۶ به ترتیب دموکراتیک‌ترین و غیر دموکرات‌ترین کشورهای دنیا هستند.

مردم‌سالاری یک روش حکومتی است برای مدیریت کم خطا بر مردم حق مدار. که در آن فرد یا گروهی خاص حکومت نمی‌کنند بلکه مردم حکومت می‌کنند.
گونه‌های مختلف دموکراسی وجود دارد و در جامعه بین‌الملل نیز شاهد چند گانگی دموکراسی هستیم.

### در ایران
از نظر برخی سیاست‌مداران و کارشناسان آیت‌الله خمینی با عبارت «میزان رأی مردم است» بر جنبه مردم‌سالارانه حکومت اسلامی پس از انقلاب تاکید داشته است. بسیاری از دولت‌مردان کنونی در جمهوری اسلامی نیز معتقدند «رأی مردم» میزان و پایه حکومت است، و حتی برای آن پایه و اساس فقهی قائل شده‌اند.
از سوی دیگر، منتقدان نظام حاکم بر ایران آن را به نادیده گرفتن مردم‌سالاری متهم می‌کنند
و مخالفان جمهوری اسلامی آن را دیکتاتوری دینی و نظامی می‌خوانند که دموکراسی در آن وجود ندارد.